# Tarafa
Ṭarafa ibn al-ʿAbd (in arabo طرفة بن العبد بن سفيان بن سعد أبو عمرو البكري الوائلي‎?, Ṭarafa ibn al-ʿAbd ibn Sufyān ibn Saʿd Abū ʿAmr al-Bakrī al-Wāʾilī; Bahrein, 543 circa – 569) è stato un poeta arabo.

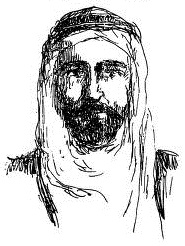
Disegno ritraente Tarafa del 1967

Apparteneva al clan dei B. Qays b. Thaʿlaba, della tribù dei Banu Bakr ibn Wāʾil.
Dopo aver trascorso una gioventù scapestrata in Bahrayn, lasciò la sua terra natia dopo che la pace era stata siglata tra le tribù dei Bakr e dei Taghlib e si recò presso suo zio, al-Mutalammis (anch'egli poeta), che si trovava presso la corte del re lakhmide di al-Ḥīra, 'Amr ibn Hind (m. ca 568–69) e qui divenne compagno del fratello del re. Il regno di al-Ḥīra era a quel tempo vassalla dell'Impero sasanide.

Avendo espresso la sua poco decente ammirazione per la sorella del re in alcuni suoi versi, fu incaricato con lo zio di portare una missiva dal Governatore (Marzubān) persiano degli insediamenti rivieraschi sul Golfo Persico (cioè il Bahrein e l'ʿUmān), Dādafrūz Gushnasbān (in persiano دادفروز گشنسبان‎, noto però agli Arabi col nome di al-Mukaʿbar, in arabo المكعبر‎?), cui prometteva sarebbe seguita una generosa ricompensa.
Lo zio al-Mutalammis, subodorando un prevedibile tranello, aprì la lettera ed ebbe conferma dei suoi sospetti, decidendo di proseguire quindi verso la Siria e la salvezza, mentre il nipote volle onorare il suo impegno, senza leggere il contenuto della sua missiva, andando incontro alla morte appena ventiseienne.
Uno dei suoi poemi fu tanto apprezzato da essere incluso tra le Muʿallaqāt.

In esso egli celebrava la vita, pur presagendo quasi l'imminente morte: 
(Trad. di Francesco Gabrieli, La letteratura araba, Firenze, Sansoni, 1967, p. 37.)
cui sembra fare da eco il brano in cui si legge:
(F. Gabrieli, op. cit., p. 38)
Il suo Dīwān è stato edito da Wilhelm Ahlwardt nell'opera The Diwans of the Six Ancient Arabic Poets (Londra, 1870). Alcuni suoi poemi sono stati tradotti in lingua latina, con annotazioni di B. Vandenhoff (Berlino, 1895).